# Великий Бостон

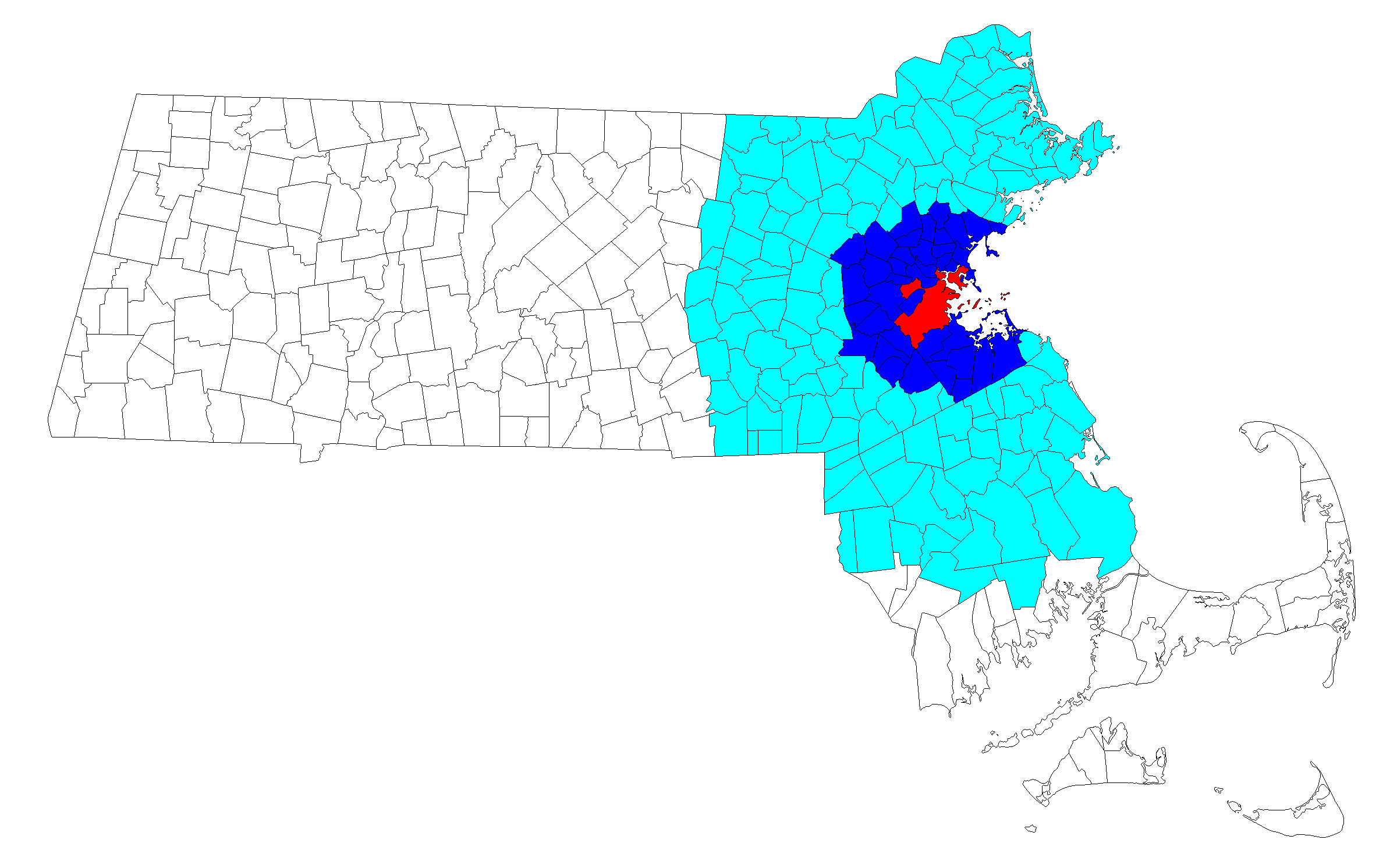
Бостон, Метро-Бостон, Бостонська агломерація

Великий Бостон, Бостонська агломерація (англ. Greater Boston, Metro Boston) — міська агломерація на території Нової Англії.
Згідно з переписом 2012 року, населення самого міста, двадцятого за кількістю населення в країні, всього 636 тис. жителів. Проте, чисельність населення всієї області Бостона, включаючи Кембридж, Бруклайн, Квінсі і інші передмістя, перевищує 5,8 мільйонів, залежно від підрахунку кількість жителів агломерації становить від 4, 5 до 8 млн.
Бостон з передмістями входить в десятку найбільших міст в США і в п'ятдесят найбільших міст світу.
У США іноді виділяють Метро-Бостон і власне Великий Бостон. У них включаються передмістя і міста-супутники Бостона в Массачусетсі, або територія розширюється до Манчестера в долині річки Мерримак на півночі, Вустера на заході, Провіденса (Род-Айленд) на півдні та початку півострова Кейп-Код на південному сході, займаючи територію трьох штатів.
Бостонська агломерація — не тільки одна з найважливіших територій США в економічному відношенні (в ній розташовані штаб-квартири багатьох великих компаній), але й одна з найстаріших територій в країні, освоєних європейськими переселенцями. Наприклад, Плімут є найстарішим поселенням англійців в Новій Англії.
| США | Це незавершена стаття з географії США. Ви можете допомогти проєкту, виправивши або дописавши її. |